# Arabsko-normanski Palermo ter stolnici v Cefalùju in Monrealu
Arabsko-normanski Palermo, stolnica v Cefalùju in Monrealska stolnica je vrsta devetih verskih in posvetnih struktur, ki se nahajajo na severni obali Sicilije iz obdobja Normanskega kraljestva Sicilije (1130-1194): dve palači, tri cerkve, stolnica in most v Palermu ter stolnica v Cefalùju in Monrealska stolnica. Skupaj so bile vpisane na seznam Unescove svetovne dediščine. Ta vpis je potekal leta 2015.
Novi normanski vladarji so zgradili različne strukture v tako imenovanem arabsko-normanskem slogu. V svojo umetnost so vključili najboljše prakse arabske in bizantinske arhitekture. Pomembno je omeniti, da je vsak graditelj zgradil drugačen objekt, ki so med seboj povezani zaradi skupne arhitekture in časovnega obdobja. Ti objekti ustvarjajo skupno identiteto med območji, na katerih so zgrajeni. To je zato, ker se je veliko ljudi odločilo, da mesta obiščejo skupaj, ne samo enega naenkrat. Zagotavlja ne le stalne prihodke od turizma, temveč tudi poplačilo turistom, ki so obiskali vsako od mest in odšli z izkušnjo.
Trenutno se vse stavbe neprestano obnavljajo in negujejo. Ta oskrba se od lokacije do lokacije razlikuje, najpogosteje pa jo sestavljajo lokalna obnova (čiščenje, vzdrževanje fresk itd.), raziskave (kako je bila zgradba prvotno videti in kaj so tam delali) in strukturna obnova (zagotavljanje varnosti stavbe in strukturno trdnost).

## Strukture
| Zgradba                              | Mesto    | Slika |
| ------------------------------------ | -------- | ----- |
| Kraljeva palača ali Normanska palača | Palermo  |       |
| Cappella Palatina Kraljeve palače    | Palermo  |       |
| La Zisa                              | Palermo  |       |
| Stolnica sv. Marije vnebovzete       | Palermo  |       |
| Cerkev sv. Janeza Puščavnika         | Palermo  |       |
| Cerkev Martorana                     | Palermo  |       |
| Cerkev San Cataldo                   | Palermo  |       |
| Ponte dell'Ammiraglio                | Palermo  |       |
| Stolnica v Cefalùju                  | Cefalù   |       |
| Monrealska stolnica                  | Monreale |       |